# Carlos Matus
Carlos Tulio Matus Romo, né le 19 novembre 1931 à Santiago du Chili et mort le 21 décembre 1998 à Caracas (Venezuela), est un économiste et ministre chilien de l´Économie et la Reconstruction sous le gouvernement de Salvador Allende.

## Biographie
Diplômé comme ingénieur commercial à l´Université du chili en 1955, il se spécialise dans la haute direction et la planification stratégique à l´Université d'Harvard.
Entre 1957 et 1959 Carlos Matus travaille comme conseiller auprès du ministre des Finances, et comme professeur adjoint des cours de Master en Planification et Développement donnés par le CEPAL et l´ILPES à Santiago du Chili. Il est également membre de plusieurs missions consultatives sur la planification dans différents pays d´Amérique latine.
Entre 1965 et 1970, il est directeur de la Division des Services consultatifs des Nations unies ILPES - Chili. Il dirige l'équipe technique qui développe la méthodologie des Plans d´Exploitation Annuels (PAO). Ces plans se sont répandus dans différents pays d´Amérique latine (Brésil, République Dominicaine, Équateur, Bolivie…).
En 1970, durant le mandat du président Salvador Allende, Carlos Matus est nommé président de la Compagnie du Pacifique de l´Acier (PAC). Il crée le complexe de fer et d'acier, une organisation qui comprend plus de 402 entreprises de l'industrie. Il est ensuite nommé ministre de l´Économie du Chili et président de Conseil de la Corporation de Développement et de Production (CORFO). En 1973, il est conseiller économique auprès du Président de la République et auprès du président de la Banque Centrale chilienne.
En 1973, il est incarcéré par la dictature de Pinochet. Il passe deux ans dans les camps de concentration de l'île Dawson et Ritoque. Là-bas il commence à écrire les premières pages de son livre Planificaciones de Situaciones (Planification de situations), qu'il termine après sa libération et son exil au Venezuela.
À l´octobre 1975, il arrive au Venezuela et rejoint le CENDES (Centre d´études du développement de l´université centrale du Venezuela), il y travaille comme chercheur et est conseiller du ministre des finances Hector Hurtado.
Depuis 1982, il est consultant du bureau central de coordination et planification au Venezuela (CORDIPLAN), il collabore à la formation de l’IVEPLAN (Institut vénézuélien de planification). Il fut consultant dans la réforme du système de planification et des innovations méthodologiques du VII plan de la Nation, premier essai en Amérique latine d´application de la Planification Stratégique Situationnelle (PES).
En 1986, il se retire de l´Organisation des Nations unies. En 1988 il développe la structure de la fondation ALTADIR, organisme pionnier en Amérique Latine pour le développement de la Planification Stratégique et les techniques de Haute Direction. Il conçoit le cours de Haute Direction de l´ILDIS, à la fondation Friedriech Ebert d´Allemagne.
Comme président de la fondation ALTADIR, il développe un grand travail d´enseignement en Planification, pour défendre la méthode PES. 
Carlos Matus décède le 21 décembre 1998 à Caracas. Il avait toujours rêvé de retourner au Chili, et reposer dans sa maison de l´île Noire, son principal refuge intellectuel. Là-bas il passait de longues saisons à écrire, penser et créer. L´île Noire était aussi son lieu d´inspiration pour la peinture, pour la sculpture du bois ; c´était un espace idéal pour la collection d´antiquités, et pour se souvenir de son ami le poète Pablo Neruda qui lui aussi avait aimé le lieu. Matus avait décidé de reposer éternellement là-bas, ces cendres furent réparties dans le jardin tourné vers l´immense océan pacifique.

## Source
- http://www.cigob.org.ar